# Lantmarskalk

Carl Fredric von Breda, Magnus Fredrik Brahe, ca. 1800.

Lantmarskalk era el título del presidente o representante del estamento de la nobleza de Suecia en el Riksdag de los Estados, entre 1627 y 1866, y de la Dieta del Gran Ducado de Finlandia, entre 1809 y 1906.
El lantmarskalk era nombrado por el Estado de los Nobles y actuaba como su presidente (talman). El lantmarskalk no debe ser confundido con el Riksmarsk (Gran Mariscal de Suecia) o con el Riksmarskalk (Mariscal del Reino), que eran Grandes Funcionarios del Reino, nombrados por el monarca.
Entre 1720 y 1772 dos partidos, los Sombreros y los Gorros, estuvieron activos como líderes del gobierno parlamentario en el periodo que se conoce como la era de la Libertad.
En la Riddarhuset en Estocolmo, una de las salas más grandes está adornada con retratos de la mayoría de los lantmarskalk.

## Lista deLantmarskalk
- Per Brahe (1629)
- Johan Pontusson De la Gardie (1630)
- Henrik Fleming (1643-1644)
- Bengt Skytte (1647)
- Svante Larsson Sparre (1649-1651)
- Christer Bonde (1652)
- Johan Gyllenstierna (1668)
- Claes Fleming (1680)
- Fabian Wrede (1682)
- Erik Lindschöld (1686)
- Jacob Gyllenborg (1693)
- Per Ribbing (1719)
- Arvid Horn, Gorros (1720, 1726, 1731)
- Swen Lagerberg, Gorros (1723)
- Carl Gustaf Tessin, Sombreros (1738-1739)
- Mattias Alexander von Ungern-Sternberg, Gorros (1742, 1746)
- Henning Gyllenborg, Sombreros(1751-1752)
- Axel von Fersen, senior, Sombreros (1755-1756, 1760-1762, 1769-1770)
- Thure Gustaf Rudbeck, Gorros (1765)
- Eric Ruuth (1792)
- Magnus Fredrik Brahe (1800)
- Johan Christopher Toll (1800)
- Carl Carlsson Mörner (1815)
- Carl De Geer (1823, 1828-1830)
- Jacob De la Gardie (1834-1835)
- Henning Hamilton (1848, 1853-1854, 1856-1858)
- Gustaf Lagerbjelke (1862-1863, 1865-1866)